# Город мошенников
«Город мошенников» (фр. Bronx) — французский криминальный фильм 2020 года, сценаристом и режиссером которого выступил Оливье Маршаль. В главных ролях снялись Ланник Готри, Станислас Мерхар, Дэвид Белль и Каарис. В эпизодических ролях появились Жан Рено, Клаудия Кардинале и Жерар Ланвен.
Фильм был выпущен на Netflix 30 октября 2020 года.

## Сюжет
В опасном преступном мире Марселя, две конкурирующие банды борются за господство в городе. Когда банда, организованная корсиканским кланом Бастиани, который в основном занимается контрабандой наркотиков, устраивает массовую стрельбу в баре под открытым небом, нацеленную на конкурирующую банду во главе с Надалем, убивает девять посетителей, за расследование этого чудовищного преступления берётся местное подразделение полиции по борьбе с бандами.
В условиях напряженности, из-за слухов о коррупции, использовании ими неортодоксальных методов и трений с конкурирующими наркоторговцами, подразделение становится мишенью не только со стороны лидеров этих жестоких группировок, но и попадает в фокус отделения внутренних дел полиции. Вскоре выясняется, что майор Коста работает на Бастиани, и накануне предупредил их о плане Надаля посетить бар.

## В ролях
- Ланник Готри[англ.] —  Ришар Вронски, коммандант подразделения по борьбе с бандами
- Станислас Мерхар  — Вилли Капеллян, лейтенант отдела по борьбе с бандами
- Каарис — Макс Бомонт, детектив отдела по борьбе с бандами
- Дэвид Белль — Зак Дамато, детектив отдела по борьбе с бандами
- Патрик Каталифо[фр.] — Жорж Кампана, главный комиссар подразделения по борьбе с бандами
- Эрик Эбуане — Стефан Янкович, командир подразделения по борьбе с незаконным оборотом наркотиков
- Жан Рено — Анж Леонетти, начальник полиции
- Мусса Мааскри[англ.] — Марио Коста, майор бригады по борьбе с бандитизмом
- Клаудия Кардинале — Катарина Бастиани, криминальный корсиканский матриарх
- Жерар Ланвен — Поль Маранцано, патриарх корсиканской банды
- Фрэнсис Рено[англ.] — Франк Надаль, лидер конкурирующей с корсиканцами группировки
- Жанна Бурно[фр.] — Элен Литвак, полицейский врач
- Кэтрин Маршаль[фр.] — Катя де Вриндт, офицер генеральной инспекции
- Барбара Опсомер[фр.] — Манон Леонетти, сотрудница полиции, дочь Анжа Леонетти
- Даниэль Грауле[фр.] — Анжелика Маранцано, жена Поля Маранцано
- Эрика Сейнт[англ.] — Зои Вронски, беременная жена Ришара